# هشت فرود

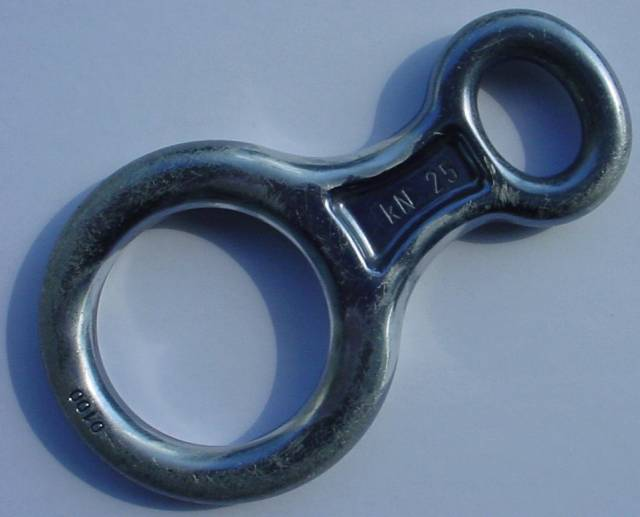
هشت فرود

هشت فرود (به انگلیسی: Figure 8) ابزاری فلزی (معمولاً آلیاژ آلومینیوم) ساخته شده به شکل هشت انگلیسی با یک انتهای بزرگ و یک انتهای کوچک است. این ابزار نام خود را از ظاهر خود گرفته است. این ابزار به‌طور گسترده ای در ورزش های ماجراجویانه مانند سنگ نوردی، کوهنوردی و دره نوردی استفاده می شود.
این ابزار به منظور فرود، حمایت از فرد صعود کننده استفاده میشود و با توجه ورود ابزارهای جدید و ایمن تر به بازار، هشت فرود با وجود قدمت زیاد در کاربری توسط طیف وسیعی از ورزشکاران و نظامیان، ابزاری سنتی محسوب می شود. این ابزار با ظهور ابزار فرود - حمایت های جدیدتر به علت ایمنی پایین تر، امروزه کمتر میان سنگنوردان مورد استفاده قرار میگیرد اما همچنان در میان کوهنوردان محبوب و بکار گرفته می شود، به ویژه در برنامه های اکسپدیشن به علت سهولت در استفاده بسیار مورد توجه قرار میگیرد.
اصل کار استفاده این ابزار از اصطکاک طناب هنگام عبور از هشت برای کنترل سرعت پایین آمدن است در نتیجه باعث آزاد شدن گرما می شده و ابزار بعد از فرود داغ می شود. قطر سوراخ هشت فرود برای رشته های تک یا دوتایی طناب از ۸ تا ۱۳ میلی متر طراحی شده است.

## ساختار
هشت فرود یک قطعه ریخته گری شده از فلز (آلیاژهای آلومینیوم یا فولاد) است که شکل عدد 8 را تکرار می کند. دو حلقه به‌طور جداگانه به یکدیگر متصل می شوند، حلقه کوچک یک و نیم برابر کوچکتر از دیگری با قطر دایره داخلی تا ۵۰ میلی متر.

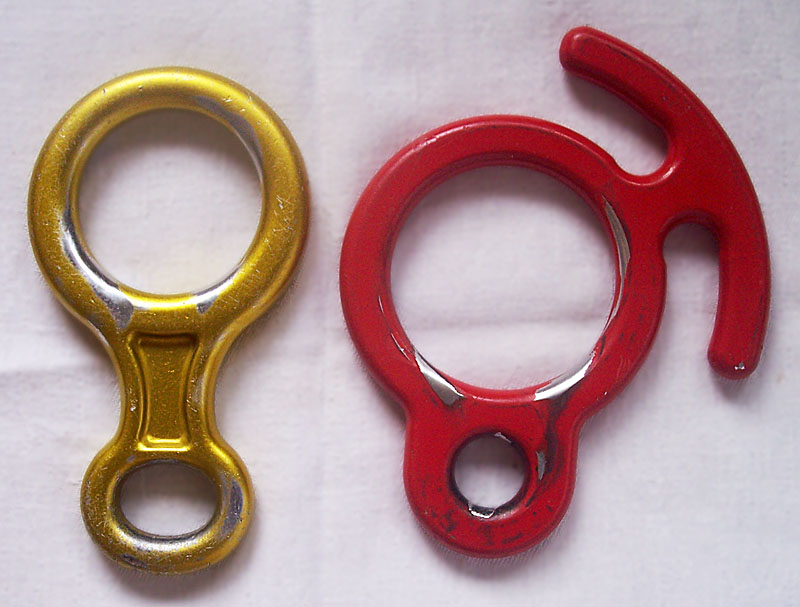
هشت فرود ساده (چپ) - هشت فرود نیش دار (راست)

مطابق با الزامات فدراسیون بین‌المللی کوهنوردی (UiAA)، هشت فرود باید در برابر ۲۵۰۰ کیلوگرم مقاومت کند. در برخی از کاربرهای ویژه (مانند دره نوردی، غارنوردی و...، راحت تر است که هشت فرودی با یک زائده (شاخ ، نیش) استفاده کرد، دندانه ها در امتداد حلقه بزرگتر ساخته شده اند، که می توان طناب را در دو یا سه حلقه به د

ور آن بست. این کار برای محکم نگه داشتن آن روی طناب انجام می شود.

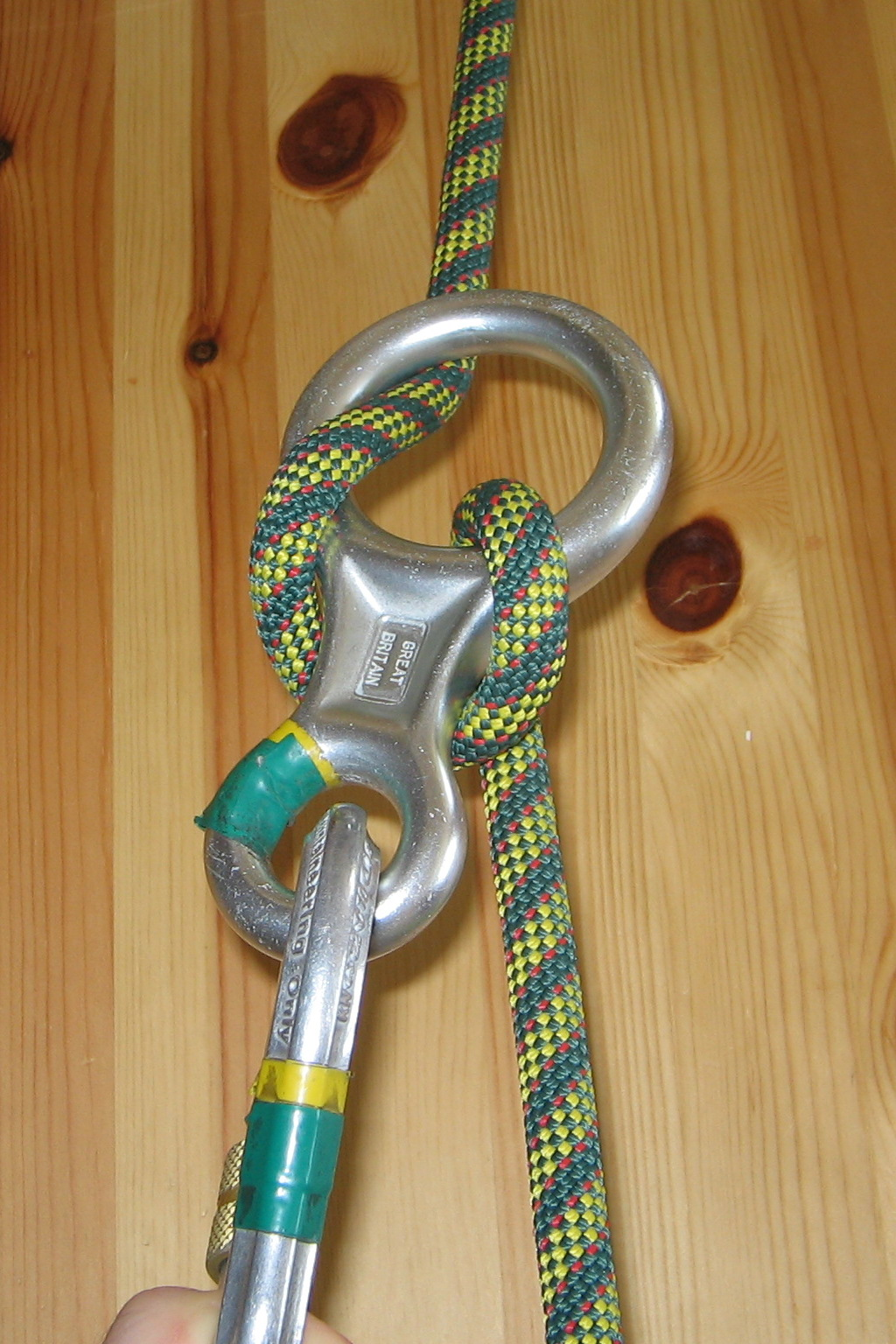
موقعیت طناب با اصطکاک بالا
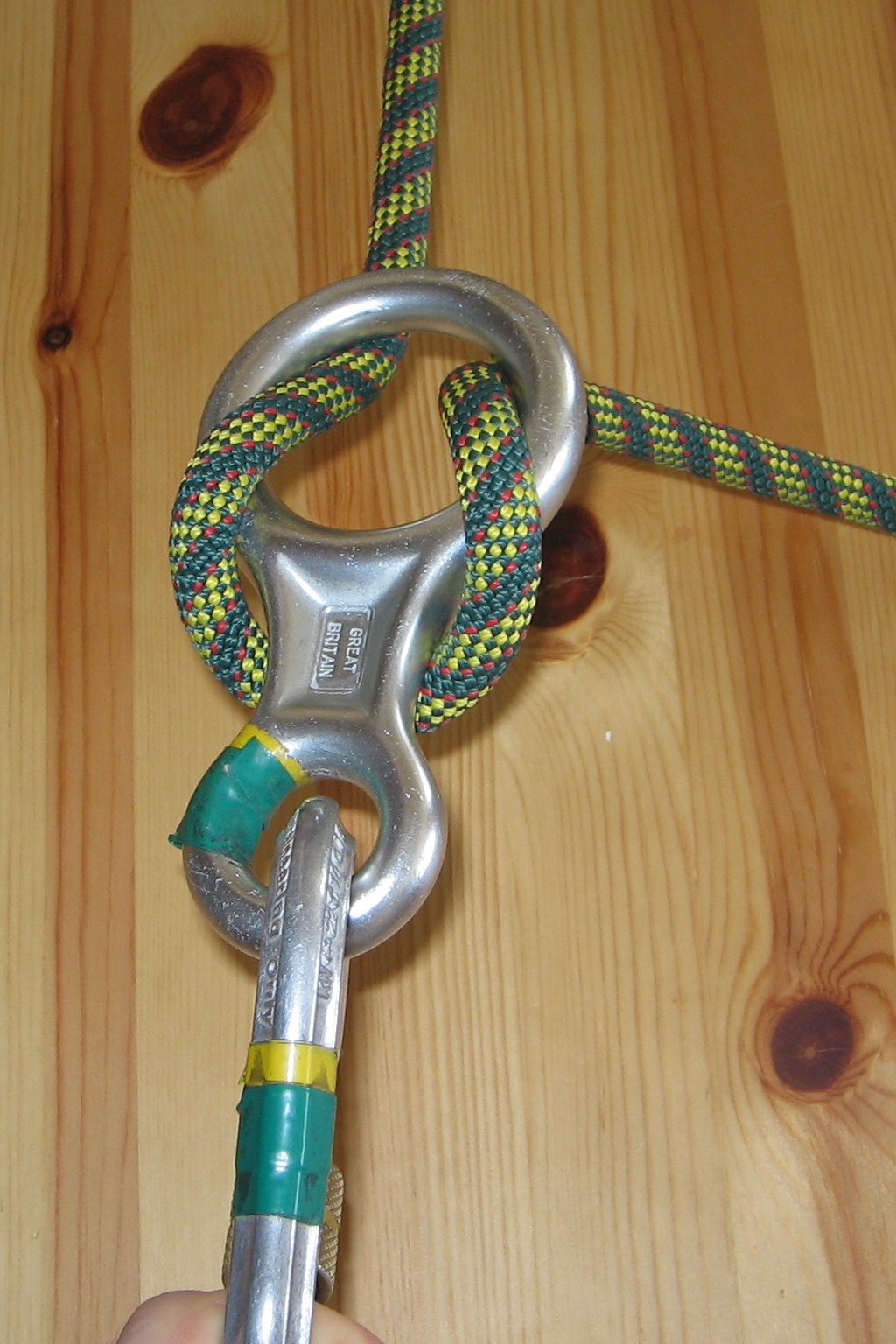
موقعیت طناب با اصطکاک کم

## استفاده
در هشت فرود سطح بسیار زیادی در تماس با طناب است تا اصطکاک کافی در کنار تکنیک مناسب برای فرود یا راپل را برای کاربری مناسب فراهم کند. هشت فرود (گاهی اوقات فقط به عنوان 8 نامیده می شود) همراه با هارنس کوهنوردی و کارابین پیچ برای ایمن نگه داشتن یک کوهنورد و کنترل راپل یا فرود بکار گرفته می شود. 

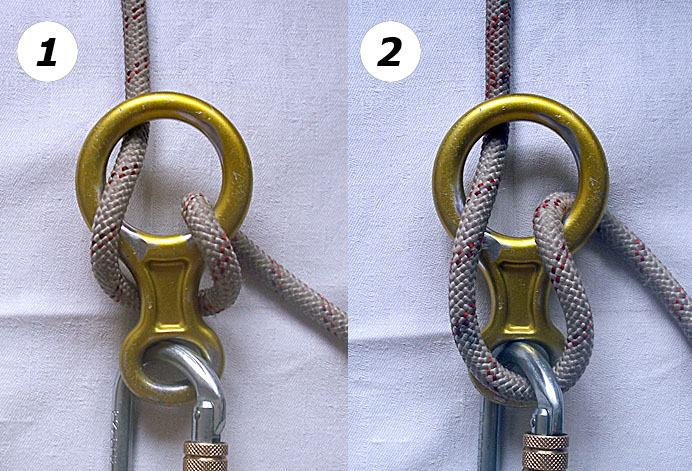
نحوه بکار گیری هشت فرود بر روی یک طناب

هشت فرود هنگام راپل و پایین آوردن فرد، یک فرود کنترل شده بسیار روان را ارائه می دهد. هشت فرود را می توان تقریباً با هر طناب کوهنوردی با قطر متفاوت مورد استفاده قرار داد و به دلیل توانایی پراکندگی مؤثر گرما، مانند سایر ابزار های فرود اصطکاکی گرم نمی‌شود.
در سنگنوردی هنگام فرود، برای ایمنی بیشتر از یک طنابچه (حداقل قطر ۶ میلی متر) با استفاده از گره های قفل شونده ( مانند پروسیک) و یک کارابین پیچ، سیستمی قفل شونده برای مواقع اضطراری ایجاد می کنند.

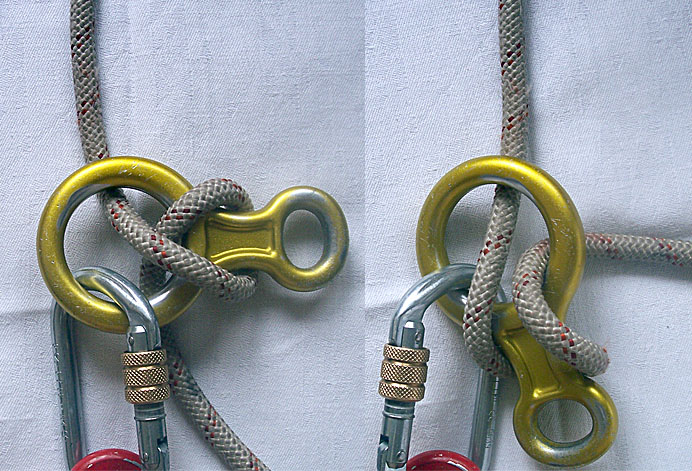
حالت فریز - استاپ خودکار هشت فرود